# ヴォイスラヴ・シェシェリ
ヴォイスラヴ・シェシェリ（セルビア語:Војислав Шешељ / Vojislav Šešelj、IPA:[ˈvɔjislav ˈʃɛʃɛʎ]、1954年10月11日 - 、ユーゴスラビア社会主義連邦共和国、ボスニア・ヘルツェゴビナ社会主義共和国サラエヴォ（現ボスニア・ヘルツェゴビナ）出身）は、セルビアの政治家であり、国民議会におけるセルビア急進党の創設者、党首。ユーゴスラビア紛争に加担した民兵組織「白い鷹」の創設者。
シェシェリは戦争犯罪および人道に対する罪の容疑で旧ユーゴスラビア国際戦犯法廷から訴追を受け、2003年2月にハーグに移送された。シェシェリの裁判は2007年11月に開始された。
2018年4月11日、人道に対する罪3件について有罪され、禁錮10年の有罪判決を言い渡された。

## 来歴

### 初期
ヴォイスラヴ・シェシェリはサラエヴォにて出生した。シェシェリの家族は、ユーゴスラビア連邦人民共和国、ボスニア・ヘルツェゴビナ社会主義共和国のトレビニェ（Trebinje）近くのポポヴォ・ポリェ（Popovo Polje）から移って来た。シェシェリの父はモンテネグロ出身で、母はヘルツェゴビナの古いセルビア人の家系の出身であった。シェシェリはサラエヴォ大学で法学を学んで卒業し、後には博士号も取得した。成績優秀であり、ユーゴスラビアで最も若い博士号取得者となった。
シェシェリは アメリカ合衆国アナーバーにあるミシガン大学で政治学を教え、その後サラエヴォに移り1984年まで続けた。1984年にユーゴスラビアの共産主義当局はシェシェリを反革命活動の罪で有罪として、懲役8年を言い渡された。しかし最高裁判所によって減刑され、1986年に出所した。

### 政治家として
1989年、シェシェリはアメリカ合衆国に戻った。そこでシェシェリは、第二次世界大戦時のチェトニックの指導者モムチロ・ジュイッチ（Momčilo Đujić）によって「チェトニックのヴォイヴォド」（voivoda）の称号を与えられた。ヴク・ドラシュコヴィッチ（Vuk Drašković）やミルコ・ヨヴィッチ（Mirko Jović）と共に、反共主義組織、セルビア民族復興党（SNO）を設立した。後に彼の率いるその分派はセルビア急進党となった。
シェシェリと、セルビア大統領でセルビア社会党のスロボダン・ミロシェヴィッチとの関係は、1993年9月ごろまでのユーゴスラビア紛争の初期においては良好であったが、ミロシェヴィッチがボスニア・ヘルツェゴビナ紛争においてスルプスカ共和国の支援から手を引いたことにより対立関係となった。シェシェリはミロシェヴィッチと対立したことにより、1994年から1995年にかけて再び収監された。
1998年、セルビア領のコソボでの暴力が激化したため、シェシェリはミロシェヴィッチの挙国一致内閣に加わった。
シェシェリは、ユーゴスラビア国内で活動する外国メディアや人権団体に反論し、「もし我々が北大西洋条約機構の計画を全てつかむことができないのなら、我々は、各種のヘルシンキ人権委員会や売国奴組織などの手の届く範囲のものはつかむことができる。」そして「外国のプロパガンダの流布に加担したと我々が証明する者たち、ボイス・オブ・アメリカやドイチェ・ヴェレ、Radio Free Europe、ラジオ・フランス・アンテルナショナル、BBCラジオなどだ。もし彼らが侵略行為をしている場面を我々がおさえたら、彼らは何も良いことを期待することはできない。」と話した。
シェシェリは1998年から2000年までセルビアの副大統領を務めた。コソボ紛争とNATOによるセルビア空爆の間、シェシェリとその党はミロシェヴィッチ支持を表明していたが、空爆の続いた3箇月間の後、シェシェリの党は北大西洋条約機構への投降に反対する唯一の政党となった。

### ICTYによる拘置
2003年2月、シェシェリは「8件の人道に対する罪と、組織犯罪への加担の疑いによる6件の戦時国際法違反」の罪で旧ユーゴスラビア国際戦犯法廷（ICTY）に自首した。
拘留の間、シェシェリは「重罪人・戦争犯罪者ハビエル・ソラナ」（Kriminalac i ratni zločinac Havijer Solana）と題する著書を書き、NATOの事務総長（後の欧州連合の共通外交・安全保障政策上級代表で欧州連合理事会の事務総長）を、コソボ紛争を引き起こしたとして非難した。
旧ユーゴスラビア国際戦犯法廷（ICTY）が、シェシェリが自身の弁護団を自由に選ぶ権利を否定した後、ハーグで拘束されているシェシェリが28日間のハンガー・ストライキのさなかにあった2006年12月2日、セルビアのベオグラードで3万人がシェシェリ支持の集会を開いた。
セルビア急進党の幹事アレクサンダル・ヴチッチ（Aleksandar Vučić）は「彼は自身の人生だけのために戦っているのではない。彼はここに集まった我々全てのために戦っているのだ。ヴォイスラヴ・シェシェリはセルビアのために戦っているのだ！」と話した。シェシェリは12月8日に自身の弁護を選ぶことが認められたことにより、ハンガーストライキを終えた。
ハーグに拘置されてはいるものの、シェシェリは2007年1月のセルビア議会選挙（en）の候補者名簿のトップにあった。。
ICTYによると、ヴォイスラヴ・シェシェリはユーゴスラビア紛争の最中にヴォイヴォディナのクロアチア人追放を組織し加担したとされている。
2016年3月31日、シェシェリ不在の中で無罪判決が言い渡された。
2018年4月11日、ICTYを継承した国際刑事法廷メカニズムは戦争犯罪6件については一審の無罪判決を支持した一方で人道に対する罪3件を有罪とし、禁錮10年の有罪判決を言い渡された。しかしシェシェリはすでに12年勾留されていたため、改めて身柄を拘束されることはないという。

## その他
- ボスニア・ヘルツェゴビナ紛争の和平交渉で西側への妥協姿勢を示したスロボダン・ミロシェヴィッチ政権に抵抗し、政権と関係が悪化した時点では、ミロシェヴィッチはシェシェリを「暴力と単純性の化身」と呼んだ[4]
- 1992年の学生による反対運動の中、シェシェリは反対運動をする群集に銃を向けた。1992年のタクシー運転手のストライキのときにも同様の行動をとった。
- 2005年、シェシェリがかつてICTYに対して送った、法廷に対する侮辱を記した手紙を読むように求められた[15]。手紙はカメラの前でシェシェリによって読み上げられ、法廷の上層部や判事に対する大量の侮辱が含まれていた。